# Росовка
Росовка (укр. Росівка) — село на Украине, основано в 1647 году, находится в Черняховском районе Житомирской области.
Код КОАТУУ — 1825687004. Население по переписи 2001 года составляет 166 человек. Почтовый индекс — 12312. Телефонный код — 4134. Занимает площадь 0,746 км².

## Адрес местного совета
12310, Житомирская область, Черняховский р-н, с.Салы, пл.Центральная, 3